# Kalá Déndra
Kalá Déndra (Kala Dendra) är en ort i Grekland.   Den ligger i prefekturen Nomós Serrón och regionen Mellersta Makedonien, i den nordöstra delen av landet, 300 km norr om huvudstaden Aten. Kalá Déndra ligger 22 meter över havet och antalet invånare är 1 131.
Terrängen runt Kalá Déndra är platt åt sydväst, men åt nordost är den kuperad.Runt Kalá Déndra är det ganska tätbefolkat, med 67 invånare per kvadratkilometer. Närmaste större samhälle är Serrai, 10,5 km öster om Kalá Déndra. Trakten runt Kalá Déndra består till största delen av jordbruksmark.